# Goodpastures syndrom
Goodpastures syndrom, även kallad Goodpastures sjukdom, är en autoimmun sjukdom som drabbar i huvudsak lungor och njurar. Symtomen är en kombination av blod i urinen, njursvikt och i stadier då lungorna påverkats mycket blodiga upphostningar. Orsaken till sjukdomen är att antikroppar bildas mot celler (kollagen IV) som finns i basalmembran både i lungor och njurar. Behandlingen för sjukdomen är kortison och cytostatika.